# Otyń
Otyń (deutsch Deutsch Wartenberg) ist eine Stadt im Powiat Nowosolski der polnischen Woiwodschaft Lebus. Sie ist Sitz der gleichnamigen Stadt-und-Land-Gemeinde mit etwa 6900 Einwohnern.

## Geographische Lage
Die Ortschaft liegt im Westen Niederschlesiens an der Ochel, kurz vor deren Mündung in die Oder, etwa zwölf Kilometer südöstlich von Zielona Góra (Grünberg in Schlesien).

## Geschichte

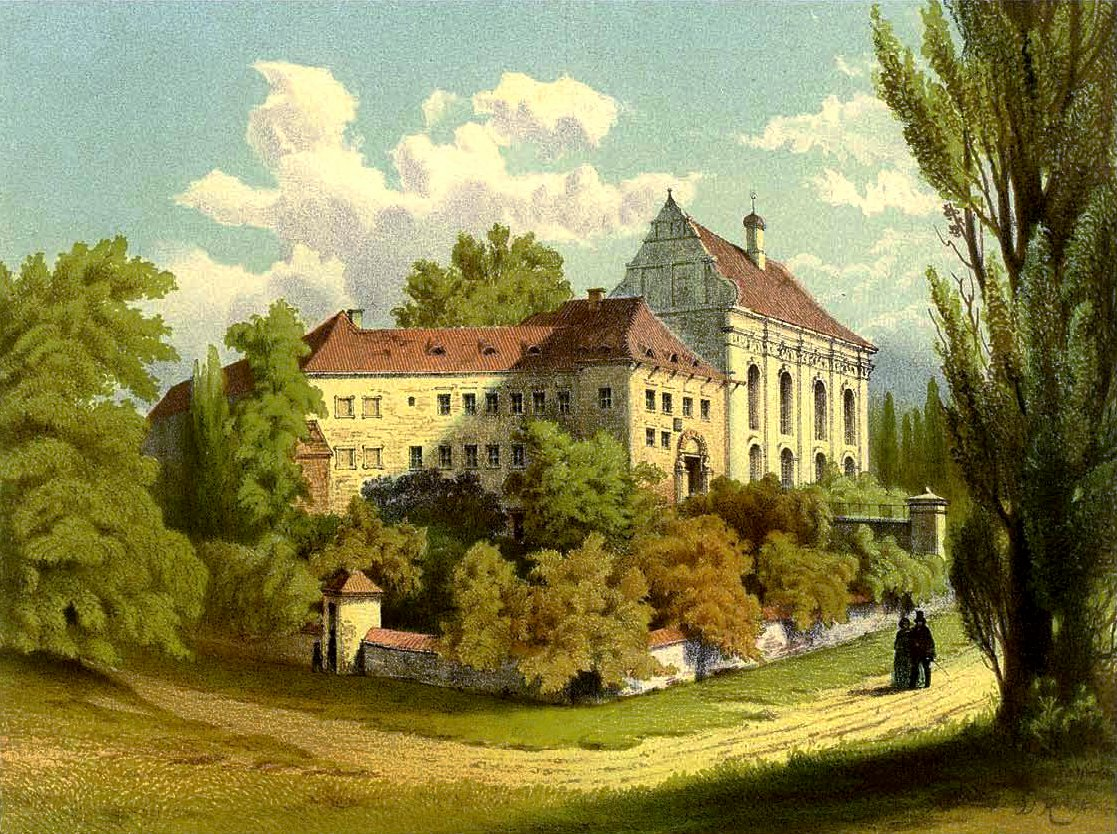
Schloss Deutsch-Wartenberg um 1857, Sammlung Alexander Duncker

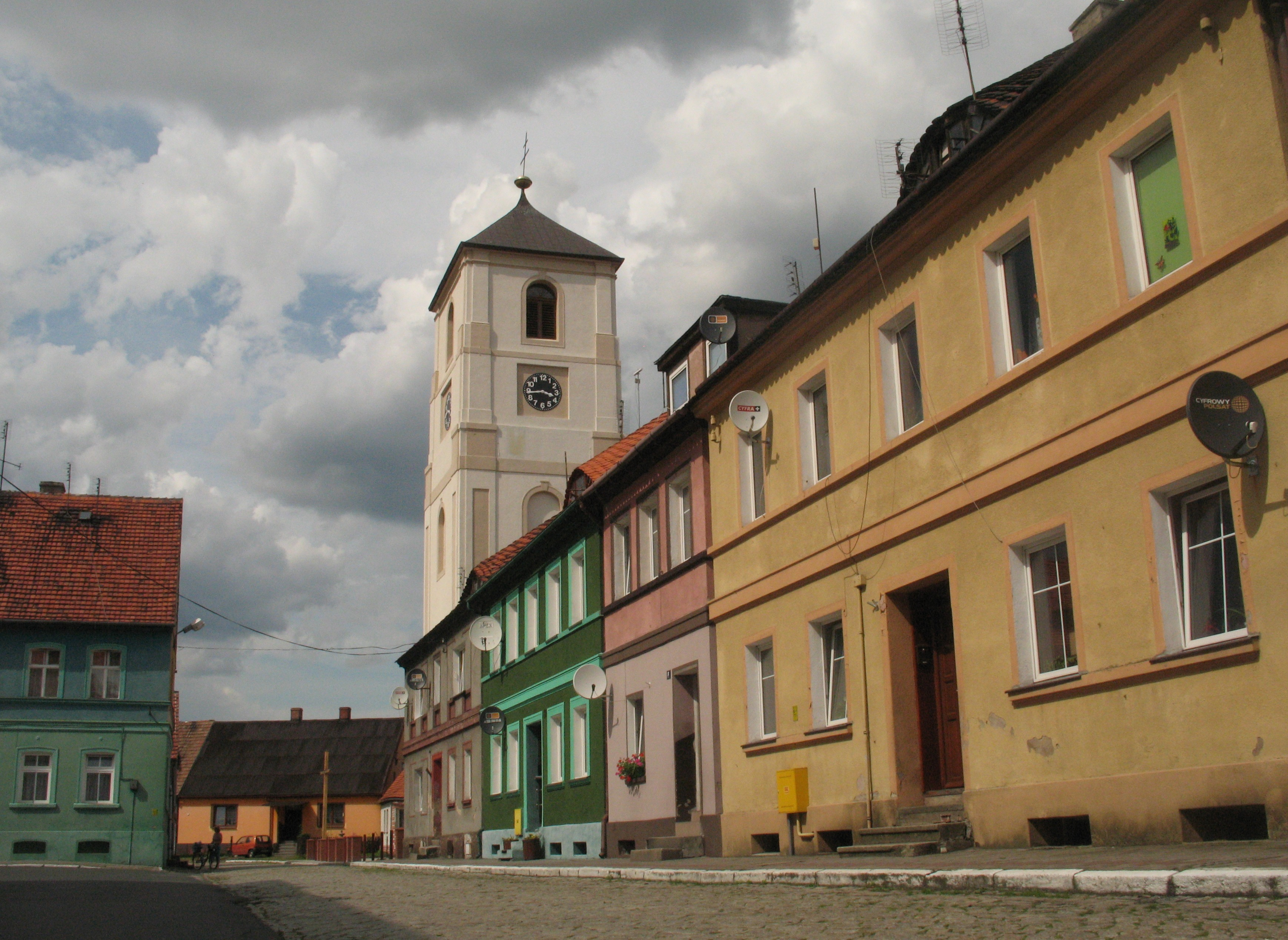
Platz im Stadtzentrum

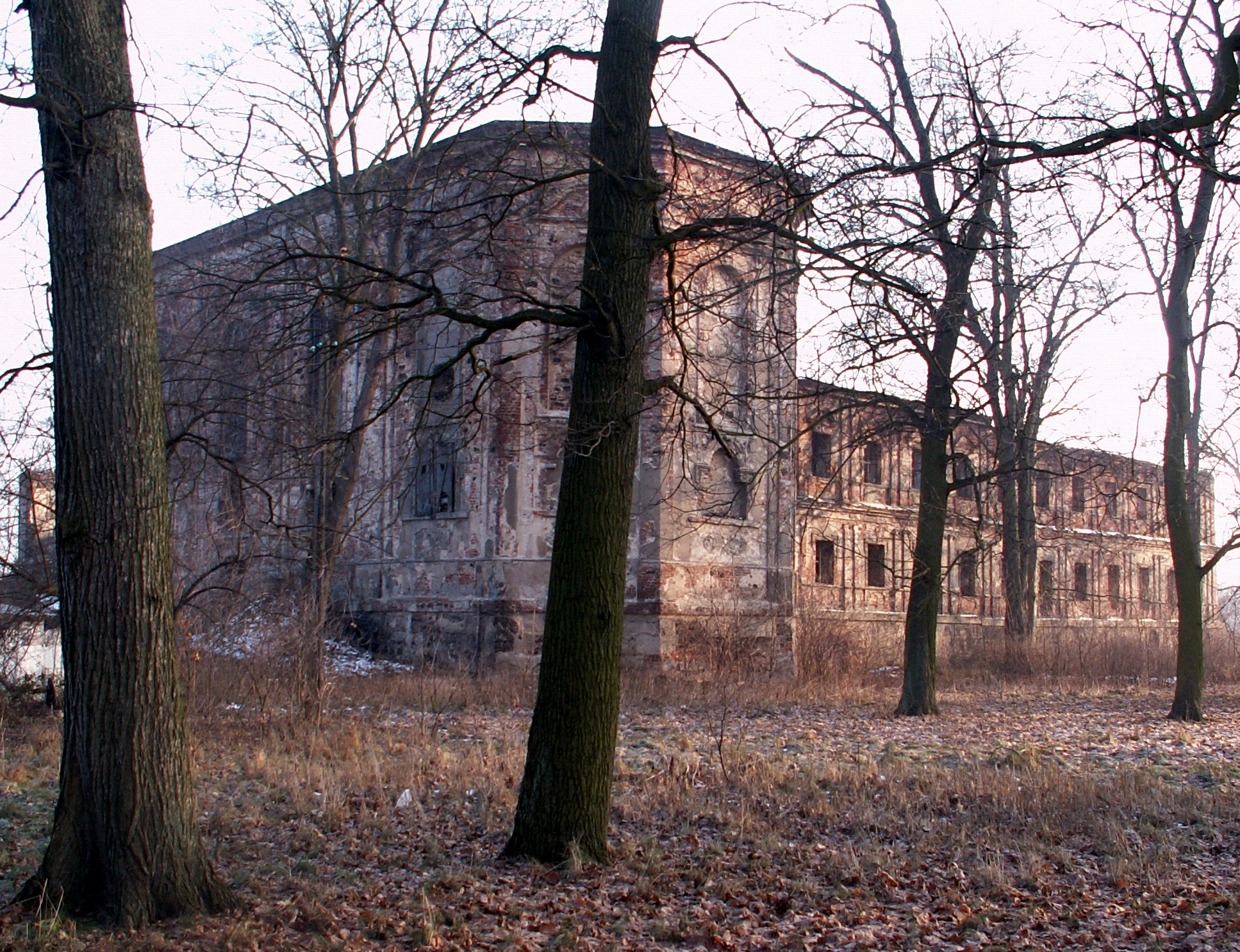
Schloss- und Klosterruine

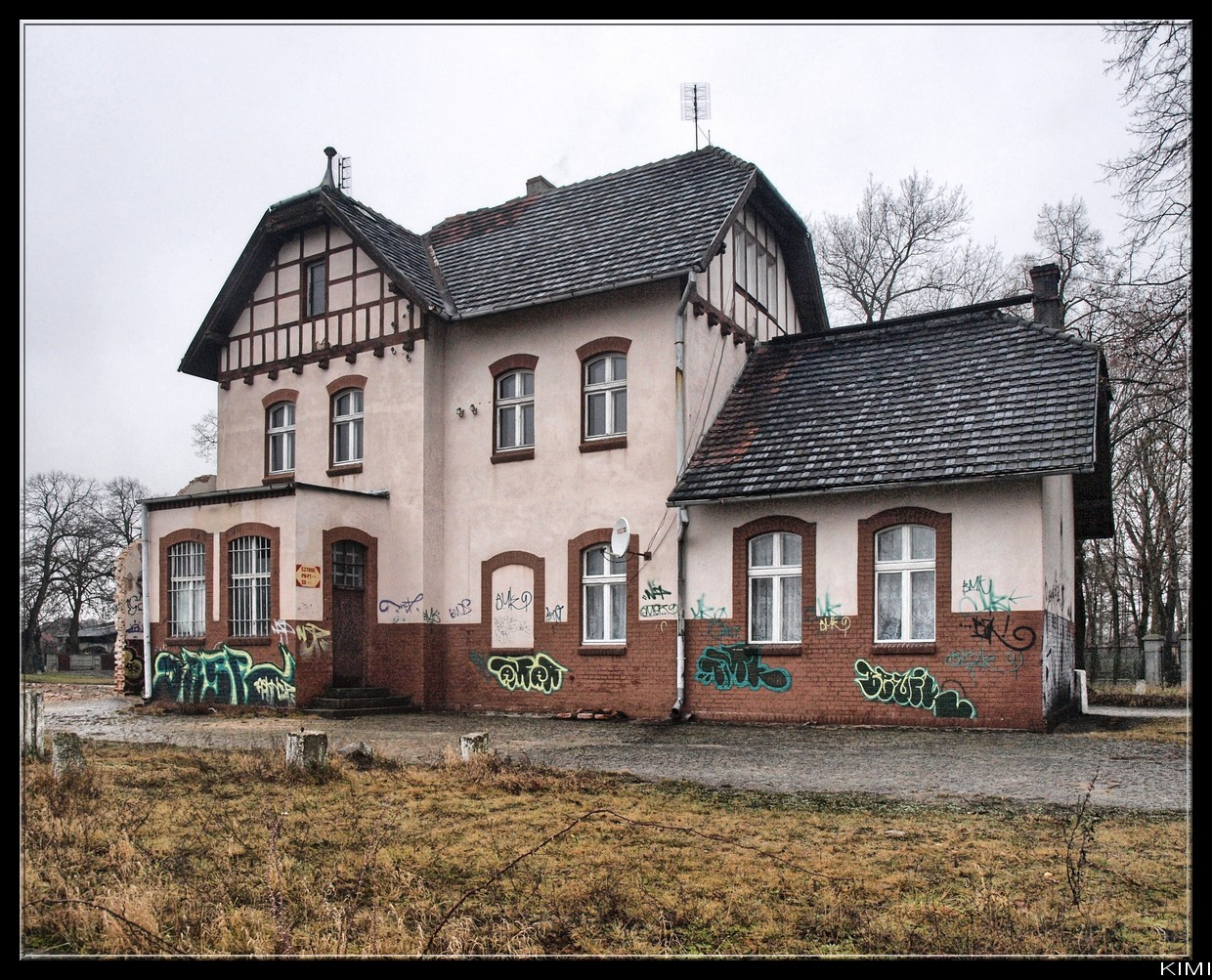
Bahnhofsgebäude, erbaut Ende des 19. Jahrhunderts

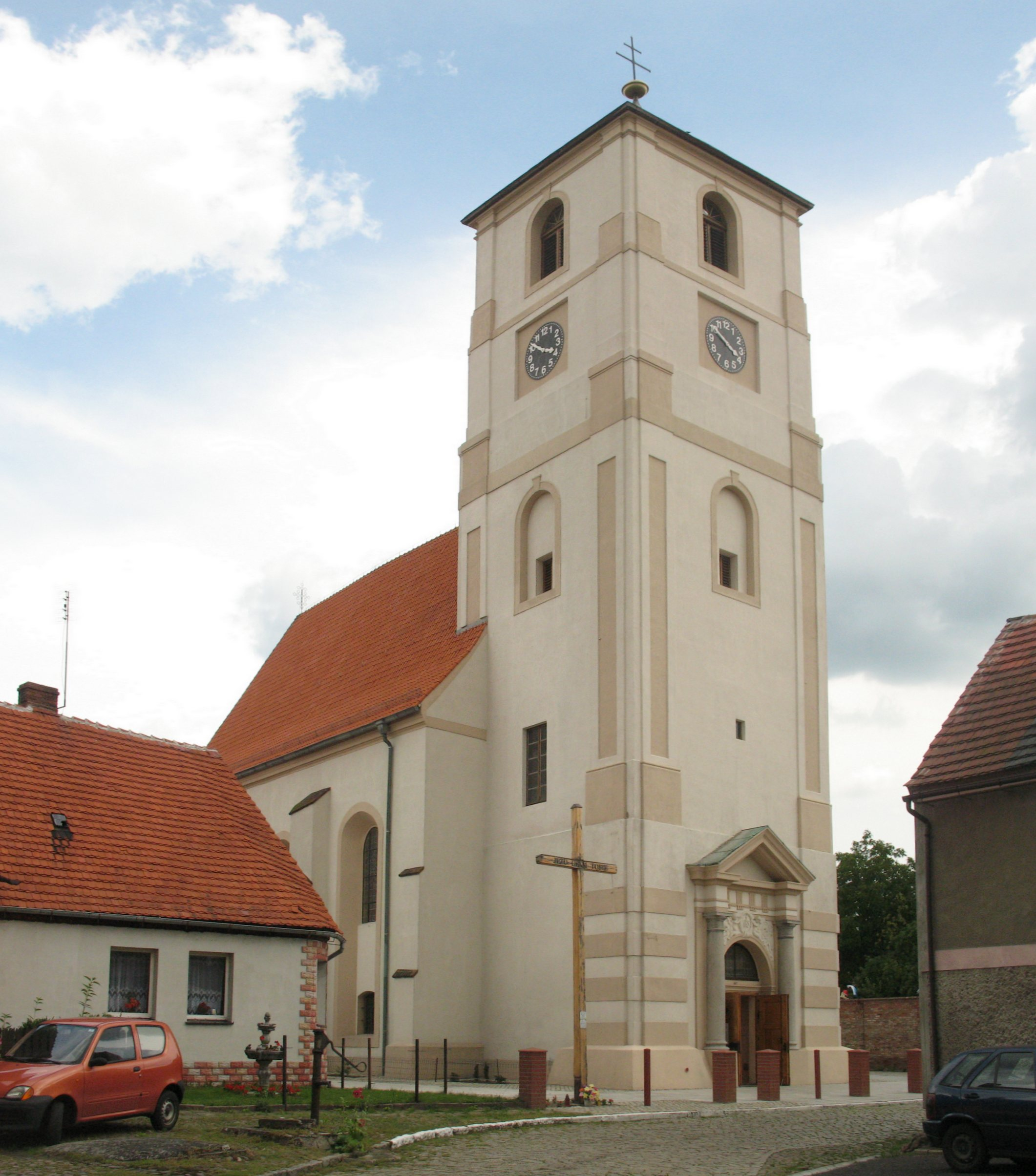
Stadtkirche

1313 erfolgte die erste Erwähnung der Stadt Wartenberg, sie war eine adelige Gründung. Im Jahre 1332 entstand die Stadtpfarrkirche.
Bis 1488 befand sich Wartenberg im Besitz der Familie Zabeltitz, anschließend gehörte die Ortschaft unmittelbar der böhmischen Krone. 1516 wurde die Familie von Rechenberg Eigentümer der Stadt. Die Grundherrschaft hatte ihren Sitz in einem Wasserschloss an der Ochel etwas außerhalb der Stadt. Infolge der Reformation wurde die Stadt nach 1555 vollständig evangelisch. Als Johann Georg Freiherr von Rechberg ohne männlichen Nachkommen 1610 starb, sollte sein Gutsbesitz auf jemand aus der Seitenlinie der Familie, Melchior Freiherr von Rechenberg auf Schlawa (nach dessen Tod 1625 an seinen Sohn Balthasar von Rechenberg), übergehen. Hans Ernst Freiherr von und zu Sprinzenstein, kaiserlicher Obrist und Kammerpräsident, erhob dagegen jedoch als Schwiegersohn des Verstorbenen für seine Ehefrau, Helena Freiin von Rechenberg (1592–1628), Anspruch auf die Herrschaft Deutsch Wartenberg. Die nun folgenden Streitigkeiten über die Besitznachfolge zogen sich über einige Jahrzehnte hin und sorgten in Schlesien für großes Aufsehen.
Sprinzenstein konnte sich als Katholik und vor allem Förderer der Jesuiten durchsetzen und legte ein Jahr nach dem Tod seiner Ehefrau als nun Erbe der Herrschaft den Huldigungseid auf Kaiser Ferdinand II. ab. Er starb ohne Nachkommen am 2. November 1639 und vermachte seinen Grundbesitz dem Jesuitenorden unter der Auflage, dass dieser zu Lebzeiten unter Verfügung seiner zweiten Ehefrau, Eleonra Gräfin von Harrach († 30. Dezember 1645), verblieb. Erst nach Ende des Dreißigjährigen Krieges konnten die Jesuiten 1649 das Erbe antreten, wobei ihr Erscheinen in Wartenberg selbst nochmals durch den Abzug der Schweden aus dem Fürstentum Glogau bis in den Herbst 1650 verzögert wurde. Nun erhob die Familie Rechenberg erneut Ansprüche auf die Herrschaft Deutsch Wartenberg. Schließlich verwies der Kaiser 1661 die Familie zur endgültigen Ruhe in dieser Angelegenheit. In der Zeit der Jesuiten entwickelte sich der Weinbau. Seit 1662 ist eine Tuchmacherzunft in der Stadt belegt. Die Stadtpfarrkirche wurde im Stil des Barock umgestaltet. 1681 errichteten die Jesuiten das noch teilweise vorhandene Schloss an der Ochel. Um diese Zeit wurde auch das Rathaus errichtet (1844 klassizistisch umgebaut). 1705 entstand die Schlosskirche. 1766 gab es in Wartenberg eine Baumwollmanufaktur, eine Tuchfabrik, Strumpfwirkstühle und Seidenbau.
Nach der Auflösung des Jesuitenordens 1776 wurde der preußische Staat Besitzer der Herrschaft. Dieser verkaufte sie 1787 an Peter von Biron, Herzog von Kurland und Sagan. Die Stadt hatte damals 699 Einwohner. Der Stadtname Wartenberg erhielt 1788 den Zusatz Deutsch, um sie von Polnisch-Wartenberg im nördlichen Niederschlesien, das zum gleichen Zeitpunkt den Namen Groß-Wartenberg erhielt, zu unterscheiden.
Nach Peter von Birons Tod erbte im Jahre 1800 seine Tochter Dorothea, vermählte Herzogin von Talleyrand-Périgord, die Herrschaft Deutsch-Wartenberg; nach ihrem Tode ging sie 1862 über an ihre Kinder Herzog Alexander von Dino, Marquis von Talleyrand-Périgord und Pauline, Marquise von Talleyrand-Périgord, die auch als „Duchesse de Sagan“ in Marcel Prousts Werk bekannt wurde. 1879 verkaufte Alexander von Dino die Stadt und den Teil der Herrschaft, die auf der rechten Oderseite lagen, an Staatsminister a. D. Karl Rudolf Friedenthal († 1890), der von seiner Tochter Renate verh. Freiin von der Lancken-Wakenitz (geb. 1868 in Berlin) beerbt wurde. In den 1920er Jahren verwandelte sie das Gut mit einer Größe von 4314 ha in eine Grundbesitz-GmbH.
Den rechts der Oder liegenden Teil der Herrschaft, der als „Herrschaft Kleinitz“ (poln. „Klenica“) bezeichnet wurde, erbte um 1870 Pauline de Talleyrand und erbaute dort ein Jagdschloss neben dem alten Schloss. Nach ihr ging Kleinitz an ihre Tochter Marie de Castellane, die mit dem Fürsten Anton Friedrich Wilhelm Radziwill, einem Enkel von Anton Radziwiłł, verheiratet war. Die Radziwills ließen beide Schlösser 1903 ausbauen.
1900 nahm die Fahrradfabrik „Edelweiß“ ihre Produktion auf. Mit der Inbetriebnahme der Eisenbahnstrecke Neusalz – Kontopp erhielt die Stadt im Jahre 1901 einen Anschluss an das Eisenbahnnetz. 1927 verkauften Radziwills Erben, die Fürsten Czartoryski, Kleinitz an die „Schlesische Landgesellschaft“ und das Gut wurde parzelliert. Bis 1945 gehörte Deutsch Wartenberg zum Landkreis Grünberg im Regierungsbezirk Liegnitz in der preußischen Provinz Niederschlesien des Deutschen Reichs.
Gegen Ende des Zweiten Weltkriegs wurde die Stadt von der Roten Armee besetzt. Zuvor wurden Einwohner mit bereitgestellten Bussen "für 3 Tage vorübergehend" evakuiert. Kurz danach wurde sie unter polnische Verwaltung gestellt. Für Deutsch Wartenberg führten die Polen die Ortsbezeichnung Otyń ein. In der Folgezeit wurden die Stadtbewohner von der örtlichen polnischen Verwaltungsbehörde aus Deutsch Wartenberg vertrieben und durch Polen ersetzt.
1946 verlor Otyń, das nur noch 600 Einwohner besaß, die Stadtrechte, da nach polnischem Kommunalrecht dafür eine Mindesteinwohnerzahl von 2000 erforderlich ist. Zum 1. Januar 2018 erhielt Otyń wieder Stadtrechte.

## Einwohnerzahlen vor 1945
- 1933: 954[3]
- 1939: 927[3]

## Sehenswürdigkeiten
- Ruine des ehemaligen gotischen Schlosses aus dem 15. Jahrhundert, das später als Jesuitenkloster diente.
- Spätgotische Pfarrkirche zum Hl. Kreuz von 1585.

## Schulwesen
Otyń hat zwei Kindergärten, eine Grundschule und ein Gymnasium.

## Gemeinde
Zur Stadt-und-Land-Gemeinde (gmina miejsko-wiejska) Otyń gehören die Stadt selbst und eine Reihe Dörfer mit Schulzenämtern. Die Fläche der Gemeinde umfasst 9164 Hektar, davon sind 44,5 % Wälder.

## Persönlichkeiten
- Karl Josef Raabe (1780–1849), Maler
- Georg Neumann (1901–1963), Politiker
- Kurt Essen (1904–1993), evangelischer Pfarrer, Verfolgter des Naziregimes und Friedensaktivist.